# 68 Ursae Majoris
68 Ursae Majoris är en orange jätte i stjärnbilden Stora björnen. Stjärnan har visuell magnitud +6,31 och är knappt synlig för blotta ögat vid god seeing. Den ligger på ett avstånd av ungefär 885 ljusår.